# Brun der Ältere
Brun der Ältere, Herr von Querfurt, war der erste, im Jahre 950 urkundlich benannte Besitzer der Burg Querfurt im Hassegau, im heutigen Saalekreis in Sachsen-Anhalt.  Er war der Stammvater der Edelherren von Querfurt, aus deren Reihen mehrere Erzbischöfe von Magdeburg hervorgingen und die von 1134 bis 1359 das wichtige Amt des Burggrafen von Magdeburg innehatten.
Bruns Abstammung ist nicht vollständig geklärt; er war aber vermutlich der Sohn des Grafen Brun von Arneburg und dessen Frau Frideruna.  Er hatte vier namentlich bekannte Söhne, Brun, den späteren Erzbischof und Märtyrer, Gebhard I., der von seinem Vater Burg und Herrschaft Querfurt erbte, sowie Dietrich und Wilhelm.  Über sein eigenes Leben ist nicht viel bekannt. Nach dem Tod seines Sohnes, des Erzbischofs Brun, im Jahre 1009 wurde er Mönch und dann dritter Abt des Klosters St. Michaelis in Lüneburg.  Er starb zwischen 1009 und 1017.

## Weblink
- Genealogie Mittelalter: Brun der Ältere

| Personendaten    | Personendaten          |
| ---------------- | ---------------------- |
| NAME             | Brun der Ältere        |
| KURZBESCHREIBUNG | Herr von Querfurt      |
| GEBURTSDATUM     | vor 950                |
| STERBEDATUM      | zwischen 1009 und 1017 |